# 小行星2188
小行星2188（2188 Orlenok）是一颗围绕太阳公转的小行星。1976年10月28日，柳德米拉·朱拉夫寥娃在克里米亚发现了此天体。
該小行星以俄羅斯兒童中心小鷹營命名。
这颗小行星的绝对星等为195.347639073119等。